# Benjamin Franklin Award
Der Benjamin Franklin Award ist eine Auszeichnung für Bioinformatik der Organisation Bioinformatics.org. Sie zeichnet Persönlichkeiten aus, die durch ihr Wirken den freien Zugang (Open Access) zu Material und Methoden der Lebenswissenschaften gefördert haben.

## Preisträger
- 2002 Michael B. Eisen
- 2003 James Kent
- 2004 Lincoln D. Stein
- 2005 Ewan Birney
- 2006 Michael Ashburner
- 2007 Sean Eddy
- 2008 Robert Gentleman
- 2009 Philip E. Bourne
- 2010 Alex Bateman
- 2011 Jonathan A. Eisen
- 2012 Heng Li
- 2013 Steven Salzberg
- 2014 Helen M. Berman
- 2015 Owen White
- 2016 Benjamin Langmead
- 2017 Rafael Irizarry
- 2018 Desmond Higgins
- 2019 Eugene Koonin
- 2020 Xiaole Shirley Liu[1]